# Мале Бараково
Мале Бара́ково (рос. Малое Бараково) — присілок у складі Кічменгсько-Городецького району Вологодської області, Росія. Входить до складу Кічмензького сільського поселення.

## Населення
Населення — 10 осіб (2010; 8 у 2002).
Національний склад (станом на 2002 рік):
- росіяни — 100 %